# Atmosphere
Atmosphere ist eine Hip-Hop-Band aus Minneapolis, Minnesota, die um 1994 gegründet wurde.

## Geschichte
Ursprünglich bestand die Band aus MC Spawn, dem Produzenten Ant (Anthony Davis) und dem Rapper Slug (Sean Daley). Nachdem Spawn die Band verlassen hatte, um unter dem Pseudonym Rek The Heavyweight zu rappen, setzten Slug und Ant die Band mit wechselnden Live-DJs fort, wie unter anderem DJ Mr. Dibbs (Brad Forste). Atmosphere stehen für einen luftigen, teils auch sehr sozialkritischen Rap der zwischen Melancholie, Lebensfreude und Alltagssorgen schwankt.
Das erfolgreichste Album der Band Seven’s Travels wurde bei Epitaph Records produziert, das eigentlich ein Punk-Label ist.
2009 tourten Atmosphere unterstützt von den Live-Musikern Nate Collis (Gitarre), Erick Anderson (Keys) und der Sängerin Mankwe Ndosi durch Deutschland. Zu einer großen Europa-Tournee des gesamten Rhymesayers Label-Kollektivs kam es 2011. Neben Atmosphere beteiligten sich Brother Ali, Evidence, Blueprint und Grieves & Budo.

## Diskografie

### Alben
- 1997: Overcast!
- 2002: God Loves Ugly
- 2003: Seven’s Travels
- 2005: You Can’t Imagine How Much Fun We’re Having
- 2008: When Life Gives You Lemons, You Paint That Shit Gold
- 2011: The Family Sign
- 2014: Southsiders
- 2016: Fishing Blues
- 2018: Mi Vida Local
- 2019: Whenever
- 2020: The Day Before Halloween
- 2021: Word?
- 2023: So Many Other Realities Exist Simultaneously

### EPs
- 1997: Overcast! EP
- 2001: The Lucy EP
- 2001: Ford 1
- 2001: Ford 2
- 2005: Headshots: SE7EN (Compilation)
- 2007: Sad Clown Bad Summer Number 9
- 2007: Sad Clown Bad Fall Number 10
- 2007: Sad Clown Bad Winter Number 11
- 2007: Stricktly Leakage
- 2008: Sad Dub Bad Spring Number 12
- 2009: Leak at Will
- 2010: To All My Friends, Blood Makes the Blade Holy: The Atmosphere EPs
- 2023: Talk Talk

### Instrumentalalben, Kompilationen und Mix-Alben
- 2001: Lucy Ford: The Atmosphere EPs
- 2002: God Loves Ugly (Instrumental-Version)
- 2003: Seven’s Travels (Instrumental-Version)

### Singles
- 1998: They Lied
- 2002: Uptown Jesus
- 2002: Modern Man's Hustle
- 2002: GodLovesUgly
- 2003: Cats Van Bags
- 2003: Trying to Find a Balance
- 2004: National Disgrace
- 2005: Watch Out
- 2006: Say Hey There
- 2007: Sunshine (US: Gold)[1]
- 2008: You
- 2008: Shoulda Known
- 2011: She’s Enough
- 2011: Ain’t Nobody

## Soloprojekte
- 2001: Ant: Melodies and Memories
- 2005: Ant: Melodies and Memories 85–89

## Videoalben
- 2003: Sad Clown Bad Dub 4 (godlovesugly Release Party)
- 2003: Tour DVD 2003